# 拉哥 Lai UP
拉哥，香港YouTuber，旅遊達人，現職註冊護士。曾任香港旅遊資訊網站 - 又飛啦！Flyagain.la 創作總監、香港電視網絡主持/編輯。2010年成功考進香港大學，並於2014年從李嘉誠醫學院護理系畢業。

## 背景
拉哥由2013開始在影片網站YouTube開始上載影片至其個人頻道 拉哥 Lai UP（頻道原名：拉UP）。頻道意思取自英文 Light UP 的諧音，有燃亮香港的意思。內容主要有關與外國人文化交流、旅遊和醫療，以及一些與其父親 - 拉爸 的生活趣聞。

## 參與節目
| 年份   | 媒體         | 節目名稱                 | 角色   | 參與藝員                                             |
| 2013年 | 香港大學     | 明我以德 MV              | 學生   | 謝安琪、許廷鏗、周博賢                               |
| 2014年 | 香港電視網絡 | Shopping Hero            | 主持   | 呂熙、何詠雯、黃冠斌、鮑康兒、張潔蓮、陳少邦、王慶南 |
| 2017年 | 亞洲電視     | 百萬富翁 2018 第23集     | 參賽者 | 陳志雲                                               |
| 2018年 | ViuTV        | Good Night Show 全民造星 | 參賽者 | 黃心美、強尼、姜濤、陳卓賢、楊樂文、盧瀚霆、江熚生   |
| 2019年 | ViuTV        | 晚吹 飛．自由            | 嘉賓   | Ming仔、余采霖、和泉素行                             |
| 2019年 | 杜汶澤喱騷   | 全民做兵                 | 參賽者 | 杜汶澤、盧覓雪、貝依霖                               |

## 人物專訪
| 年份   | 日期     | 媒體          | 節目名稱                                          | 主持人                       |
| 2015年 | 11月17日 | 香港經濟日報  | 「又飛啦！」旅遊編輯 捐窿捐罅揾着數               | -                            |
| 2015年 | 12月23日 | Face Magazine | 原來好猛料 港大偽韓妹ABC合拍整蠱片                | -                            |
| 2015年 | 12月23日 | Face Magazine | 玩爆城大扮偽韓妹ABC 港大金鈴阿拉合拍整蠱片        | -                            |
| 2016年 | 3月2日   | 香港電台      | 《Teen Power大學站訪問》                          | Camille                      |
| 2016年 | 10月8日  | 壹傳媒        | 有錢人專屬？》做私家看護似「高薪看更」            | -                            |
| 2016年 | 10月9日  | 壹傳媒        | 港大畢業生》唔做護士 做私家看護兼拍旅遊節目仲開心 | -                            |
| 2016年 | 10月10日 | 壹傳媒        | 考考你》護士術語你識幾多？醫院廿四味咪亂飲        | -                            |
| 2017年 | 5月23日  | 無線電視      | 《今日VIP》阿拉 (旅遊達人)                        | 梁嘉琪                       |
| 2017年 | 11月11日 | 東方日報      | 港實測：謝絕悲情 做一日天水．圍城人               | -                            |
| 2018年 | 6月28日  | 文匯報        | 【尋夢萬花筒】兼多種技能 擁更多機會               | -                            |
| 2018年 | 10月10日 | 北陸朝日放送  | 外国人観光客を能登に誘客へ 2018.10.10放送         | 下田武史、恩田琴江、米田宏行 |
| 2019年 | 3月18日  | 香港電台      | 日常8點半 (民生·旅遊) 第29集                      | 黎國輝、潘杰寧               |

## 外部連結
- 官方 Youtube：YouTube: 拉哥 Lai UP （页面存档备份，存于）
- 官方 Facebook Page：Lai - 愛旅行的男姑娘 （页面存档备份，存于）
- 官方 Instagram
- 官方 Twitter
- 官方 Telegram Group （页面存档备份，存于）